# Az AFC Ajax története (1950–1965)

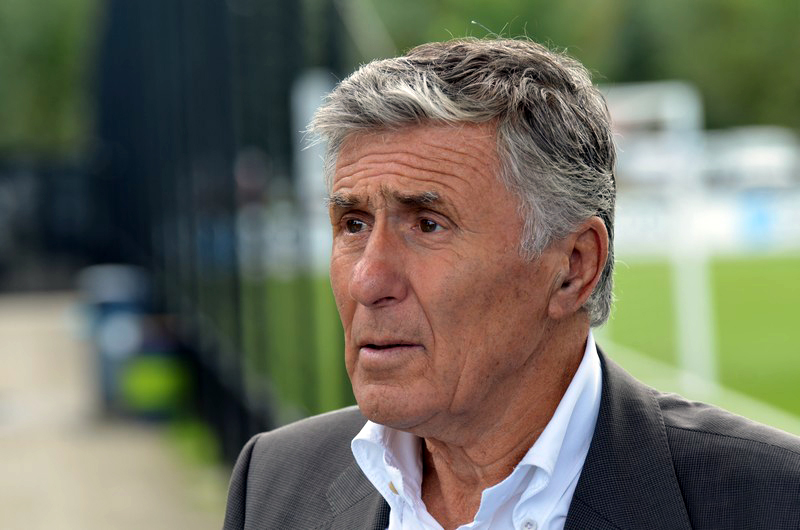
Sjaak Swart – más néven „Mr. Ajax” – 2011-ben

Az Ajax csapatával ebben az időszakban is több fontos dolog történt, amelyek befolyásolták a csapat történetét a későbbiekben is. Bevezették Hollandiában a profi labdarúgást, ezzel együtt a labdarúgók fizetését is.  Az időszakban két európai kupasorozatban (a BEK-ben és a KEK-ben) is debütálhattak. Az 1960-as évek közepén több olyan személyiség is feltűnt a csapatban, akik közreműködésével világhírűvé vált az Ajax: Rinus Michels már a csapat edzőjeként, valamint Johan Cruijff, Piet Keizer vagy Wim Suurbier. Ugyancsak ebben az időszakban játszott az Ajaxnál Sjaak Swart is, akit még ma is „Mr. Ajax”-ként emlegetnek, mivel a csapat eddigi történetében ő lépett pályára legtöbb alkalommal az amszterdami együttesben.
Két jubileumot is megünnepeltek ekkor: 1950-ben a csapat fennállásának 50. évfordulóját, 1960-ban pedig a 10. bajnoki címet.

## 1950–1965: profizmus és az európai kupák

### A profizmus bevezetése Hollandiában
1950 nyarán az Ajax elérkezett fennállásának 50 éves jubileumi évfordulójához. Az úgynevezett „Arany Jubileum” ünnepségeinek keretében az Amszterdami Történeti Múzeum kiállítást rendezett „A Watergraafsmeer és az Ajax 50 éve” címmel, ahol a csapat három játékosa – Rinus Michels, Cor van der Hart és Guus Drager – ismertetőt tartott az egyesület történetéről. Miután a nyár elején távozott Walter Crook, a csapat edzője, átmenetileg visszatért az utóbbi idők sikeredzője, Jack Reynolds. Sokáig nem maradt, mivel már október végén a skót Robert Thompson érkezett a helyére, aki egészen 1953 júniusáig irányította az Ajaxot.
Az 1950-es évek elején nagy változásokkal járó dolog történt a csapatnál. Egészen addig Hollandiában minden játékos szabályosan dolgozott a munkahelyén, de amint lehetőségük nyílt, hogy a fizetésük sokszorosát keressék meg a labdarúgással, sok kiváló futballista elhagyta az országot és külföldre igazolt. Ezekben az időkben Cor van der Hart – holland védő –  volt az egyik kulcsjátékosa a csapatnak, aki azonban 1950-ben szerződést kötött a francia Olympique Lille csapatával. A következő ilyen Ajax játékos Joop Stoffelen, a csapat akkori csapatkapitánya volt, aki szintén Franciaországba, a Racing Paris-hoz szerződött. Könnyen sikerült elcsábítani a játékosokat az Ajaxtól, mivel mindkét francia klub már fizetett nekik a játékukért, a francia klubok ugyanis már 1937-től csinálták ezt. A két labdarúgó példáját számos további holland játékos követte, és így rövid idő múlva szinte az egész holland válogatott külföldön játszott, fizetésért. Ennek eredményeképpen a holland futball színvonala gyorsan romlott. Emiatt megnőtt az igény a hivatásszerű labdarúgás bevezetésére, ami komoly gondok elé állította a Holland Királyi Labdarúgó Szövetséget (KNVB). A KNVB eddig rendre elutasította ezt az kérést, elvi okokra hivatkozva. Az eseményeket látva azonban beismerték, hogy tenni kell valamit annak érdekében, hogy megállítsák a sorozatos eligazolást. A probléma megoldása évekig tartó vitákhoz vezetett.
Mialatt a probléma még a megoldásra várt, az Ajax életét az eredménytelenség is nehezítette. A legjobb eredményt az 1951–1952-es szezonban érte el a csapat, amikor is sikerült megnyerniük a csoportjukat, de a bajnoki címért folytatott rájátszásban már nem voltak ilyen sikeresek, mivel csak a 4. helyet érték el. A következő négy évben csoportjuknak csak a dobogójára sikerült feljutniuk.
A profizmusról folyó viták az 1954–1955-ös szezonban érté el csúcspontjukat. Ekkor a holland labdarúgásban már kaotikus állapotok voltak. A végső lökést egy rivális szövetség megalapítása adta. 1953-ban azok a klubok, amelyek a profi labdarúgást támogatták, megalapították a Holland Hivatásos Labdarúgó Szövetséget (NBVB). Az új szövetséghez az Ajax nem csatlakozott azonnal, mivel úgy vélték, hogy még nem állnak rá készen. 1954. július 15-én egy viharos taggyűlésre került sor – a KNVB már követelte a klubtól a hivatalos állásfoglalást –, amelyen a labdarúgók fizetésével kapcsolatos kérdésekről tárgyaltak. Az elnökségi tagok többsége a labdarúgók számára való fizetés bevezetése ellen foglaltak állást, de azok a tagok, akik úgy gondolták, hogy azért van szükség a profizmus bevezetésére, hogy a hazai és a nemzetközi labdarúgás élvonalában maradhassanak, felülbírálta a döntést.
A KNVB és az NBVB közötti tárgyalások kezdetben sikertelenek voltak, ezért 1954 szeptemberében két külön liga indult. Az NBVB létrehozta a saját bajnokságát, az úgynevezett „árnyékligát”. Végül novemberben jött létre a megállapodás az egységes bajnokság létrehozásáról és egyben a két szervezet által elindított két bajnokság egyesítéséről. A két ligát leállították és összeszervezték őket, amivel a holland labdarúgás félprofivá vált.
Az elsőosztályú holland labdarúgás első és második szezonjában még több regionális bajnokságra volt felosztva. A KNVB és az NBVB megállapodása után az 1956–1957-es szezonban elindították az új profi nemzeti bajnokságot, amely az „Eredivisie” („Division becsületrend”) nevet kapta. A következő évtizedekben az Eredivisie legmeghatározóbb csapata az Ajax lett, ők nyerték meg a legtöbb bajnoki címet. Már a kezdet is nagyon jól sikerült, mivel Karl Humenberger, a csapatot 1954 óta irányító osztrák edző vezetésével már az első szezont is az első helyen zárták. Ezzel a sikerrel szerezte meg az Ajax a 9. országos bajnoki címét.

### Európai kupamérkőzések

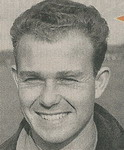
Az Ajax első gólját a BEK-ben Piet van der Kuil lőtte az SC Wismut ellen

Ezekben az években a profi labdarúgás egész Európában elterjedt. A labdarúgás professzionalizálódása egy új torna létrehozását eredményezte: az 1955–1956-os szezonban elindult a Bajnokcsapatok Európa-kupája (BEK), az európai labdarúgás első számú tornája, ahol a nemzeti bajnokok  játszottak egymás ellen a végső győzelemért. 
Mivel az Eredivisie első szezonjának győztese az Ajax volt, ők vehettek részt a BEK következő kiírásban, mint a holland profi bajnokság első győztese. 1957. november 20-án debütáltak a BEK-ben. Első mérkőzésüket Karl-Marx-Stadt (jelenlegi nevén Chemnitz) városában az egykori Kelet-Németországban, az SC Wismut csapata ellen játszották. Idegenben 3:1-re győzött az Ajax, majd november 27-én Amszterdamban 1:0-ra nyerték meg a visszavágót. A csapat első BEK-gólját Piet van der Kuil lőtte. Az Ajax a következő kezdőcsapattal debütált az első BEK-mérkőzésén:
| # |           | Poszt | Név                |
| - | --------- | ----- | ------------------ |
|   | hollandia | K     | Eddy Pieters       |
|   | hollandia | V     | Ger van Mourik     |
|   | hollandia | V     | Piet Ouderland     |
|   | hollandia | V     | Guus van Ham       |
|   | hollandia | V     | Wim Anderiesen Jr. |
|   | hollandia | KP    | Wim Feldman        |

| # |           | Poszt | Név               |
| - | --------- | ----- | ----------------- |
|   | hollandia | KP    | Loek den Edel     |
|   | hollandia | KP    | Sjaak Swart       |
|   | hollandia | CS    | Wim Bleijenberg   |
|   | hollandia | CS    | Piet van der Kuil |
|   | hollandia | CS    | Willy Schmidt     |

A következő fordulóban Budapestre látogattak, ahol a Vasas csapata volt az ellenfél. A budapesti csapat túl erős ellenfélnek bizonyult, és 6:2-es összesítéssel ejtette ki az Ajaxot. Az első, 2:2-re végződött  mérkőzésen még bírta az iramot az Ajax, de a visszavágón – amit 70 ezer néző előtt játszottak a  Népstadionban – már nem bírták a magyar csapat nyomását, és 4:0-ra kikaptak. Ebben az évben a bajnokságban sem szerepeltek túl jól, és csak a dobogó legalsó fokára jutottak fel. Az idény végén egy kulcsjátékos hagyta el a klubot, Rinus Michels, a csapat egyik legjobb támadója ugyanis sérvproblémái miatt abbahagyta az aktív labdarúgást. Már ebben a szezonban is csak két mérkőzésen lépett pályára.
A következő, 1958–1959-es szezonban még rosszabb eredményt értek el, mivel csak a hatodik helyen végeztek. Volt viszont egy emlékezetes sikerük: 1959. április 5-én az Ajax a Feyenoord otthonában lépett pályára. Ez volt a holland labdarúgás történetében az első mérkőzés, amelyet a televízió is közvetített. Az Ajax 5:0-s vereséget mért a rotterdamiakra, és a győzelemből Guus van Ham három találattal vette ki a részét. A kupában egészen a negyeddöntőig jutottak el, ahol idegenben a Sparta Rotterdam csapatától szenvedtek 3:0-s vereséget. A sikertelen szezon befejeztével Karl Humenberger edző távozott a csapattól, és helyére az angol Vic Buckingham érkezett. Az angol edző nagyon sikeresen debütált, mivel az 1959–1960-as szezonban a vezetésével sikerült a bajnoki cím elhódítása, amivel meglett a jubileumi, 10. bajnoki címe is a csapatnak. Ezzel a sikerrel az Ajax megszerezte története első „csillagát” is. Miután bajnokok lettek, a következő szezonban ismét indulhattak a BEK-ben, de nem sikerült túl jól a nemzetközi kupaszereplés. Az első mérkőzésüket a norvég Fredrikstad FK csapatával vívták meg. Norvégiában nagy küzdelmet hozott a találkozó, de végül a hazaiak győztek 4:3-ra, a visszavágón pedig semmi sem sikerült az Ajaxnak, és 0:0-val zárták a mérkőzést. Így 4:3-s összesítéssel a norvég csapat jutott tovább.

### Majdnem kiesett

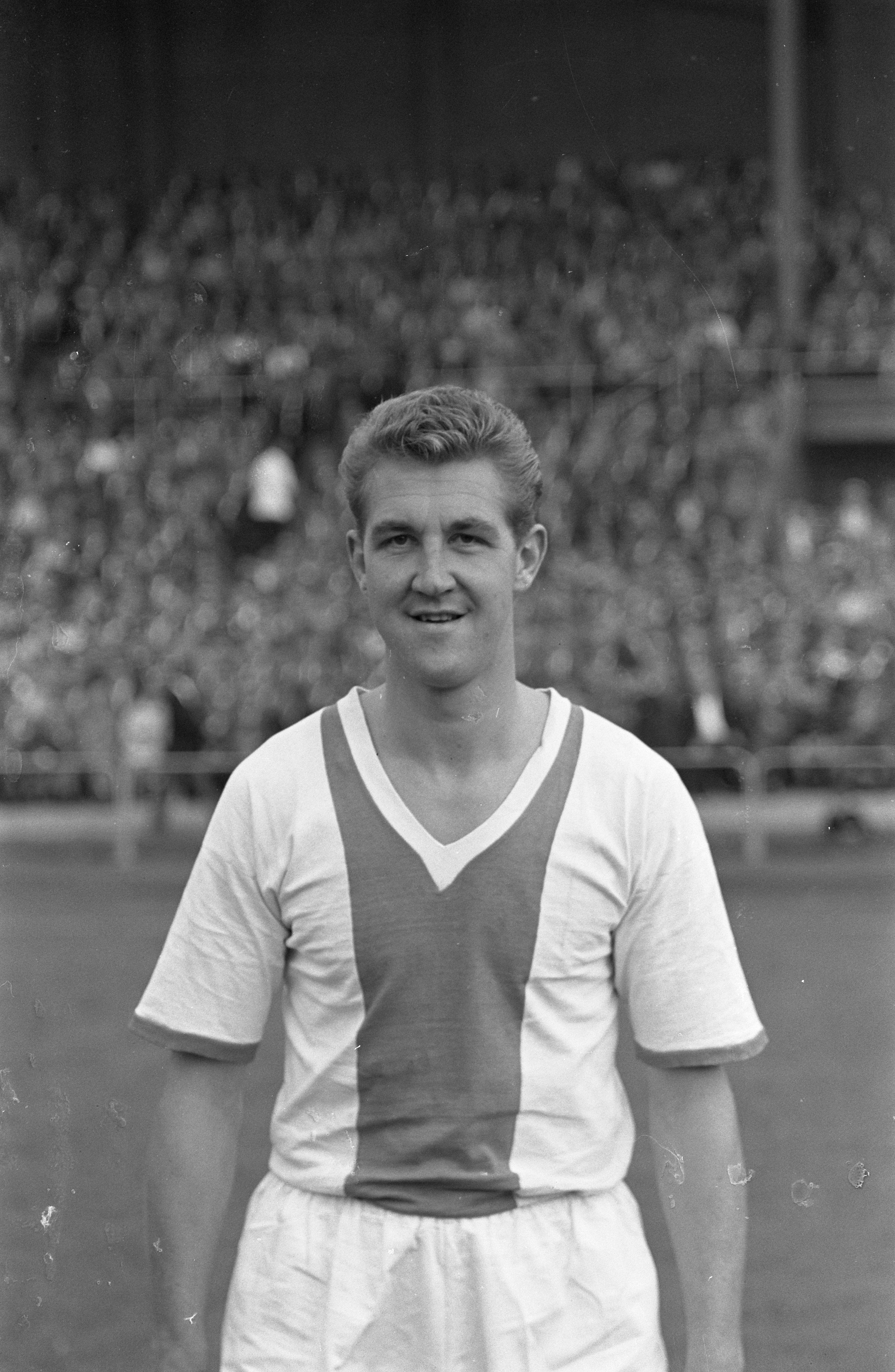
Cees Groot, Henk Groot idősebb testvére. Az 1959 és 1964 között lejátszott 152 mérkőzésén 132 gólt szerzett

Az 1960-as évek első fele amolyan „vihar előtti csend” volt a csapat számára. Az 1960–1961-es szezonban az ezüstérmet szerezték meg az Eredivisie-ben, mivel az amszterdamiak legfőbb riválisa, a Feyenoord megelőzte őket. Ebben nagy szerepe volt annak is, hogy 1960. augusztus 28-án Rotterdamban 9:5-re legyőzték az Ajaxot, ami máig minden idők leggólgazdagabb mérkőzése az Eredivisie-ben. A BEK-ben már a selejtező körben kiestek, viszont sikerült megnyerniük a holland kupa az évi kiírását. A döntőben 3:0-ra győzték le a NAC Breda csapatát, és így az Ajax megszerezte a harmadik kupagyőzelmét. A kupadöntőben mesterhármast elérő Henk Groot, akárcsak az előző szezonban elért 39 góljával, ekkor is ő lett az Eredivisie gólkirálya: 41 góllal zárta a szezont, és máig ő az egyetlen játékos az Ajaxnál, aki több mint 40 gólt tudott lőni egy bajnoki szezonban. Az előző évi kupagyőzelemnek köszönhetően, történetük során először, az 1961-1962-es szezonban indulhattak a KEK-ben. A debütálás nem sikerült nagyon jól, mivel már az első fordulóban alulmaradtak az Újpest Dózsa SC csapatával szemben. Az első mérkőzést Amszterdamban még sikerült megnyerniük 2:1-re, de a budapesti visszavágón már 3:1-es vereséget szenvedtek, így 3:4-es összesítéssel kiestek. A bajnokságban csak a 4. helyet szerezték meg. Egy kisebb siker azért összejött az Ajaxnak. Az ebben a szezonban elindult újabb európai nyári kupasorozatban, az Intertotó-kupában olyan csapatok vehettek részt, akik nem kerültek be az UEFA két legnagyobb tornájába (BEK, UEFA-kupa). Az Ajax megnyerte a torna első kiírását. A döntőben egy nagy rangadó jött össze, mivel az ellenfél az örök rivális Feyenoord csapata volt. Ezt az újabb „De Klassiekert” az amszterdamiak hazai pályán 4:2-re nyerték meg.
Ezt követően rossz évek következtek az Ajax történetében. Az 1962–1963-as szezon során az Ajaxnak csak az ezüstérmet sikerült megszereznie a bajnokságban, a következő szezonban viszont már csak az 5. helyen végeztek. Az ezt követő idényben még lejjebb csúsztak: 16 csapat közül már csak a 13. helyen fejezték be a bajnokságot, és így majdnem ki is estek. Az elmaradó sikerek miatt az utolsó négy szezonban egy edző sem tudott egy évnél tovább maradni a csapatnál. Minden idényben új edző irányította az Ajaxot (Spurgeon, Gruber, Rowley és Buckingham).
Meglepő, hogy az Ajax eddigi legrosszabb szezonjában olyan játékosok szerepeltek a csapatban, akik később élő legendákká váltak. 1964. október 24-én, a GVAV ellen 3:1-re elvesztett mérkőzésen egy 17 éves gyerek debütált a csapatban, és gólt is lőtt. Ez a játékos a későbbi háromszoros aranylabdás Johan Cruijff volt, és  az angol Vic Buckingham edző adta meg számára az első esélyt. A profizmus bevezetése óta ekkor kapott ki a csapat a legnagyobb arányban, a Feyenoordtól 9:4-re. Buckingham 1965 januárjában lemondott a rosszul sikerült szezon miatt, és vele együtt Jan Melchers, a csapat addigi elnöke is távozott. A helyére Jaap van Praag jött, aki rögtön kinevezte edzőnek a csapat egykori játékosát, Rinus Michelst, akinek a segítségével a csapat először ért fel a csúcsra. Rinus Michels irányításával kezdődött el a „Golden Ajax” építése.

### „Mister Ajax”
1956. május 21-én az Ajax csapatánál a 18 esztendős Sjaak Swart mutatkozhatott be az első osztályban. Swart jobbszélső volt, és az amszterdamiak között „Sjakie” néven volt ismert. Később mint „Mister Ajax” vált ismertté, miután 1956 és 1973 között 603 hivatalos mérkőzést játszott az Ajax csapatában, és 228 gólt lőtt. Ez a rekord máig megdönthetetlennek bizonyult. Miután egész karrierjét az Ajaxnál töltötte el, így tagja volt a 70-es évek elején az ún. „Golden Ajax”-nak is akikkel 3 alkalommal is megnyerte a BEK-et egymás után.

## Sikerek az időszakban
- Két bajnoki cím: 1957, 1960
- Egy holland kupagyőzelem: 1961
- Egy Intertotó-kupa győzelem: 1962

## Az időszak részletes eredményei

### Holland bajnokság

#### A holland élvonal A és B csoportjában
1950-ben jelentős változásokra került sor a holland labdarúgásban. Az 1950–1951-es szezonban az élvonal létszámát lecsökkentették, és annak küzdelmeiben öt (A, B, C, D és E), a következő három idényben pedig már csak négy (A, B, C és D) csoport vett részt. A csoportok győztesei ugyancsak rájátszásban vettek részt a bajnoki cím elnyerése érdekében. A korszakalkotó változás 1954-ben történt, amikor létrejött a professzionális labdarúgás Hollandiában.
| Idény     | Helyezés | Idény     | Helyezés  | Idény     | Helyezés   | Idény     | Helyezés   |
| --------- | -------- | --------- | --------- | --------- | ---------- | --------- | ---------- |
| 1950–1951 | 8. hely* | 1951–1952 | 1. hely** | 1952–1953 | 3. hely*** | 1953–1954 | 2. hely*** |

Megjegyzés: A fenti eredmények nem bajnoki címet, ezüst- vagy bronzérmet, hanem a csoportban elért eredményt jelentik, így e helyezéseket nem arany, ezüst vagy bronz színek jelzik.

* Az élvonal öt csoportra lett osztva, az Ajax a B csoportban szerepelt. A csoportgyőztesek részt vettek a bajnoki címért folytatott rájátszásban.

** Az élvonal négy csoportra lett osztva, az Ajax a B csoportban szerepelt. A csoportgyőztesek részt vettek a bajnoki címért folytatott rájátszásban.

*** Az élvonal négy csoportra lett osztva, az Ajax az A csoportban szerepelt. A csoportgyőztesek részt vettek a bajnoki címért folytatott rájátszásban.

#### A bajnoki címért folytatott rájátszásban
A bajnoki címért folytatott rájátszásban az AFC Ajax a következő eredményeket érte el:
| Idény     | Helyezés | Idény     | Helyezés | Idény     | Helyezés | Idény     | Helyezés |
| --------- | -------- | --------- | -------- | --------- | -------- | --------- | -------- |
| 1950–1951 |          | 1951–1952 | 4. hely  | 1952–1953 |          | 1953–1954 |          |

#### A holland élvonalban 1954-től 1965-ig
Az 1954–55-ös szezonban létrejött a professzionális labdarúgás Hollandiában. Az első idényben négy, a másodikban már csak két csoport szerepelt. Az 1954–55-ös szezonban a csoportgyőztesek, az 1955–56-osban a második helyezett csapatok is részt vettek a rájátszásban, mivel ekkor már csak két csoport létezett. Az 1956–57-es idény újabb korszakot nyitott meg, mivel létrejött a ma ismert holland első osztály, az Eredivisie. Ebben az időszakban az AFC Ajax – a 2011–12-es szezont is beleértve – 23, összességében pedig 31 bajnoki címet nyert, amivel a holland bajnokság csúcstartója. Ebben az időszakban – 1954 és 1965 között – a csapat a következő eredményeket érte el:
| Idény     | Helyezés | Idény     | Helyezés  | Idény     | Helyezés | Idény     | Helyezés |
| --------- | -------- | --------- | --------- | --------- | -------- | --------- | -------- |
| 1954–1955 | 3. hely* | 1955–1956 | 4. hely** | 1956–1957 | 1. hely  | 1957–1958 | 3. hely  |
| 1958–1959 | 6. hely  | 1959–1960 | 1. hely   | 1960–1961 | 2. hely  | 1961–1962 | 4. hely  |
| 1962–1963 | 2. hely  | 1963–1964 | 5. hely   | 1964–1965 | 13. hely | 1965–1966 |          |

* Ez a 3. hely nem bronzérmet jelent. A bajnokságot négy csoportban játszották, és a csoportgyőztesek rájátszásban vettek részt a bajnoki cím elnyeréséért. Az Ajax a D csoport 3. helyén végzett, így nem került be a rájátszásba.

** A bajnokságot két csoportban játszották. A csoportgyőztesek és a második helyezett csapatok rájátszásban vettek részt a bajnoki cím elnyeréséért. Az Ajax az A csoport 4. helyén végzett, így nem került be a rájátszásba.

### Holland labdarúgókupa
A csapat a következő eredményeket érte el ebben az időszakban:
| Döntő éve | Helyezés    |
| --------- | ----------- |
| 1961      | kupagyőztes |

### Bajnokcsapatok Európa-kupája
Az Ajax csapata a következő eredményeket érte el 1954 és 1965 között a BEK-ben:
| Idény     | Helyezés   | Idény     | Helyezés     | Idény     | Helyezés    | Idény     | Helyezés   |
| --------- | ---------- | --------- | ------------ | --------- | ----------- | --------- | ---------- |
| 1955–1956 | nem indult | 1956–1957 | nem indult   | 1957–1958 | negyeddöntő | 1958–1959 | nem indult |
| 1959–1960 | nem indult | 1960–1961 | selejtezőkör | 1961–1962 | nem indult  | 1962–1963 | nem indult |
| 1963–1964 | nem indult | 1964–1965 | nem indult   |           |             |           |            |

### Kupagyőztesek Európa-kupája
A kupagyőztesek Európa-kupája az 1960–1961-es szezonban indult el. A kupában az európai bajnokságok kupagyőztesei szerepelhettek. Az Ajax ebben az időszakban (1954–1965) csak egy alkalommal indult el ezen a tornán:
| Idény     | Helyezés   | Idény     | Helyezés     | Idény     | Helyezés   | Idény     | Helyezés   |
| --------- | ---------- | --------- | ------------ | --------- | ---------- | --------- | ---------- |
| 1960–1961 | nem indult | 1961–1962 | első forduló | 1962–1963 | nem indult | 1963–1964 | nem indult |
| 1964–1965 | nem indult |           |              |           |            |           |            |

### Intertotó-kupa
Az Intertotó-kupát az 1961–62-es szezonban rendezték meg először, és első győztese az AFC Ajax volt. A nyaranta megrendezett labdarúgótornán olyan európai csapatok vettek részt, akiknek nem volt joguk indulni sem a Bajnokok ligájában, sem az UEFA-kupában. A torna 2008-ban szűnt meg.
| Idény     | Helyezés |
| --------- | -------- |
| 1961–1962 | 1. hely  |

## Edzők
Ebben az időszakban tíz különböző edző irányította a csapatot. Az angol Vic Buckingham két alkalommal is ült az Ajax edzői székében, de  leghosszabb ideig nem ő, hanem az osztrák Karl Humenberger volt a csapat edzője. Az ő vezetésével debütált az Ajax a Bajnokcsapatok Európa-kupájában. Pár hónapra visszatért a csapathoz Jack Reynolds is, de ő csak átmenetileg volt ismét a csapat edzője. A következő edzők vezették ekkor az Ajaxot:
|     | Név                          | Mikortól | Meddig |
| 1.  | Jack Reynolds (átmenetileg)  | 1950     |        |
| 2.  | Robert Thomson               | 1950     | 1953   |
| 3.  | Karel Kaufman (átmenetileg)  | 1953     |        |
| 4.  | Willy Stejskal (átmenetileg) | 1953     |        |
| 5.  | Walter Crook                 | 1953     | 1954   |
| 6.  | Karl Humenberger             | 1954     | 1959   |
| 7.  | Vic Buckingham               | 1959     | 1961   |
| 8.  | Keith Spurgeon               | 1961     | 1962   |
| 9.  | Joseph Gruber                | 1962     | 1963   |
| 10. | Jack Rowley                  | 1963     | 1964   |
| 11. | Vic Buckingham               | 1964     | 1965   |

## Elnökök
Az időszakban négy elnöke volt a csapatnak, és ahogy eddig mindig, most is mindegyikük holland volt. Ezen időszak alatt a leghosszabb ideig – hat évig – Jan Melchers ült az elnöki székben. A csapat elnökei:
|    | Név             | Mikortól | Meddig |
| 1. | Marius Koolhaas | 1932     | 1956   |
| 2. | Wim Volkers     | 1956     | 1958   |
| 3. | Jan Melchers    | 1958     | 1964   |
| 4. | Jaap van Praag  | 1964     | 1978   |